# Bahodir Nasimov
Bahodir Nasimov, né le 2 mai 1987, est un footballeur ouzbek évoluant actuellement au poste d'attaquant au FC Padideh.

## Biographie

### En club
Bakhodir Nasimov, appelé Bahodir Nasimov, commence à jouer au football dans le club de sa ville natale, le Dinamo Samarqand. Il y signe pro en 2007, et se voit prêté en 2009 au FC Bunyodkor, champion en titre d'Ouzbékistan.
En 2010, il est transféré au Rubin Kazan, club de 1re division russe, avec un contrat de 3 ans. Il joue son premier match avec le Rubin Kazan le 25 avril 2010 contre l'Anji Makhatchkala. Il joue un autre match la semaine suivante, avant d'être prêté au Neftchi Bakou, en Azerbaïdjan.
En juillet 2011, il joue deux matchs de Ligue des champions contre le Dinamo Zagreb. À l'issue de la saison 2010-2011, le Neftchi Bakou l'achète définitivement, à la suite de bonnes performances lors de son prêt.
En octobre 2014, Nasimov rejoint le championnat iranien en signant au FC Padideh.
Il joue son premier match avec le FC Padideh le 31 octobre 2014 contre le Naft Téhéran. Il marque son premier but avec le club iranien le 6 février 2015 contre le Tractor Sazi.

### En sélection nationale
Bahodir Nasimov joue son premier match avec l'Ouzbékistan le 18 novembre 2009 contre la Malaisie, et marque un but.
En juillet 2011, il inscrit un doublé contre le Kirghizistan, puis il inscrit un autre doublé le 18 juin 2013 contre le Qatar.

#### Buts internationaux
| # | Date             | Stade                                              | Adversaire     | Score | Score final | Compétition                           |
| - | ---------------- | -------------------------------------------------- | -------------- | ----- | ----------- | ------------------------------------- |
| 1 | 18 novembre 2009 | Stade national Bukit Jalil, Kuala Lumpur, Malaisie | Malaisie       | 0-2   | 1-3         | Éliminatoires de la Coupe d'Asie 2011 |
| 2 | 28 juillet 2011  | Dynamo Stadion, Bichkek, Kirghizistan              | Kirghizikistan | 0-2   | 0-3         | Éliminatoires du Mondial 2014         |
| 3 | 28 juillet 2011  | Dynamo Stadion, Bichkek, Kirghizistan              | Kirghizikistan | 0-3   | 0-3         | Éliminatoires du Mondial 2014         |
| 4 | 18 juin 2013     | Bunyodkor Stadium, Tachkent, Ouzbékistan           | Qatar          | 1-1   | 5-1         | Éliminatoires du Mondial 2014         |
| 5 | 18 juin 2013     | Bunyodkor Stadium, Tachkent, Ouzbékistan           | Qatar          | 3-1   | 5-1         | Éliminatoires du Mondial 2014         |

## Palmarès
- Champion d'Azerbaïdjan en 2011 et 2012 avec le Neftchi Bakou
- Vainqueur de la Coupe d'Azerbaïdjan en 2013 et 2014 avec le Neftchi Bakou

### Distinction individuelles
- Meilleur buteur du championnat d'Azerbaïdjan en 2012 avec 16 buts